# Thagria trulla
Thagria trulla är en insektsart som beskrevs av Nielson 1977. Thagria trulla ingår i släktet Thagria och familjen dvärgstritar. Inga underarter finns listade i Catalogue of Life.